# Wittedrif
Wittedrif este un oraș din Provincia Western Cape, Africa de Sud.